# Associazione Sportiva Livorno Calcio 2018-2019
Questa voce raccoglie le informazioni riguardanti il Livorno Calcio nelle competizioni ufficiali della stagione 2018-2019.

## Stagione
Il Livorno nella stagione 2018-2019 fa il suo ritorno da neopromosso nel campionato di Serie B, dopo due stagioni di assenza, che vale la ventiseiesima partecipazione della sua storia; inoltre partecipa alla Coppa Italia.
Nell'organizzare la nuova stagione, la società ingaggia Cristiano Lucarelli come tecnico della prima squadra. La società conduce molte operazioni di mercato durante la sessione estiva, ingaggiando giocatori che già hanno disputato in altre stagioni la competizione, ingaggiando anche giocatori di rilevanza sportiva come Dario Dainelli e Libor Kozák, fino a riuscire a riportare Alessandro Diamanti a vestire i colori amaranto.
Nella Coppa Italia Tim Cup, il cammino del Livorno si ferma al 3º Turno eliminatorio dopo la sconfitta interna (0-1) contro il Crotone, mentre nel secondo turno aveva superato l'ostacolo Casertana (7-6) dopo i rigori.
Il 6 novembre, dopo alcune vicende societarie, unitamente al susseguirsi di risultati non congrui alle aspettative che rilegano la squadra in zona Play-out, il presidente Aldo Spinelli e l'amministratore delegato Roberto Spinelli, figlio del presidente, decidono di rassegnare le proprie dimissioni e contestualmente annunciano l'esonero dell'allenatore Cristiano Lucarelli Arriva al suo posto Roberto Breda, con lui al timone al termine del girone di andata i labronici hanno 15 punti, sono ancora in terz'ultima posizione. Poi nel girone di ritorno ottengono 24 punti, blindando così la salvezza. Arriva in doppia cifra con 10 reti in campionato Alessandro Diamanti, dei quali 4 su calci di rigore.

## Divise e sponsor
Per la stagione 2018-2019 lo sponsor tecnico rimane Legea, che la squadra veste dal 2006, mentre lo sponsor ufficiale rimane come nella stagione passata Gruppo Spinelli; sui calzoncini il marchio Arkipelagus e sopra il marchio Spinelli appare quello di Toremar. Due nuovi sponsor istituzionali unici per tutta la Serie B: Unibet come Top Sponsor posteriore e "Facile ristrutturare" sulla manica sinistra come patch.
| Casa | Trasferta | Terza divisa |  |

## Organigramma societario
ORGANI DI AMMINISTRAZIONE E CONTROLLO
Consiglio di Amministrazione
- Presidente: carica vacante
- Amministratore Delegato: carica vacante
- Consigliere: Mauro Malatesta
- Organismo di vigilanza: Enrico Molisani

AREE E MANAGEMENT
Area tecnica
- Direttore sportivo: Mauro Facci
- Club Manager: Igor Protti
- Responsabile Osservatori: Giorgio Orsini
- Delegato Sicurezza: Maurizo Spazzoni

Area organizzativa
- Direzione generale: Mirco Peiani
- Segretario generale: Alessandro Bini
- Responsabile area comunicazione: Paolo Nacarlo
- Responsabile area marketing: Maurizio Laudicino
- Responsabile amministrazione: Diego Guidi
- Amministrazione: Rita Pasquini
- Segreteria organizzativa: Cristina Martorella
- Segreteria generale: Silvia Scaramelli
- Biglietteria e store: Massimiliano Casali

Staff
- Allenatore: Cristiano Lucarelli, poi Roberto Breda
- Vice allenatore: Richard Vanigli, poi Simone Baroncelli
- Collaboratore tecnico: Alessandro Conticchio
- Allenatore dei portieri: Pietro Spinosa
- Preparatori atletici: Alberto Bartali, Marco Di Gaddo
- Match analyst: Ivan Francesco Alfonso
- Medico sociale: Manlio Porcellini
- Massofisioterapista: Gianni Scappini, Daniele Cambi, Andrea Pisani
- Magazziniere: Pasquale Russo, Massimiliano Lucignano

## Rosa
Aggiornata al 29 gennaio 2019.
| N. |                      | Ruolo | Calciatore                |
| -- | -------------------- | ----- | ------------------------- |
| 2  | Francia (bandiera)   | D     | Andrew Delly Marie-Sainte |
| 3  | Italia (bandiera)    | D     | Dario Dainelli            |
| 4  | Italia (bandiera)    | D     | Matteo Di Gennaro         |
| 5  | Italia (bandiera)    | C     | Alessandro Bruno          |
| 5  | Italia (bandiera)    | D     | Fabio Eguelfi             |
| 6  | Italia (bandiera)    | D     | Andrea Gasbarro           |
| 7  | Italia (bandiera)    | C     | Francesco Valiani         |
| 8  | Italia (bandiera)    | C     | Andrea Luci (capitano)    |
| 9  | Italia (bandiera)    | D     | Ivan Pedrelli             |
| 10 | Italia (bandiera)    | A     | Niccolò Giannetti         |
| 11 | Brasile (bandiera)   | A     | Murilo                    |
| 12 | Italia (bandiera)    | P     | Thomas Romboli            |
| 13 | Italia (bandiera)    | C     | Nicolò Fazzi              |
| 14 | Bulgaria (bandiera)  | C     | Vladislav Zhikov          |
| 15 | Svizzera (bandiera)  | D     | Dennis Iapichino          |
| 16 | Guinea (bandiera)    | C     | Brem Soumaoro             |
| 17 | Italia (bandiera)    | C     | Antonio Porcino           |
| 18 | Rep. Ceca (bandiera) | A     | Libor Kozák               |
| 20 | Polonia (bandiera)   | C     | Tomasz Kupisz             |

| N. |                          | Ruolo | Calciatore              |
| -- | ------------------------ | ----- | ----------------------- |
| 20 | Italia (bandiera)        | A     | Pasquale Maiorino       |
| 21 | Italia (bandiera)        | D     | Lorenzo Gonnelli        |
| 22 | Italia (bandiera)        | P     | Luca Mazzoni            |
| 23 | Italia (bandiera)        | C     | Alessandro Diamanti     |
| 24 | Italia (bandiera)        | A     | Simone Dell'Agnello     |
| 26 | Croazia (bandiera)       | D     | Luka Bogdan             |
| 27 | Liechtenstein (bandiera) | A     | Yanik Frick             |
| 28 | Italia (bandiera)        | C     | Filippo Gemmi           |
| 29 | Italia (bandiera)        | C     | Michele Rocca           |
| 30 | Italia (bandiera)        | D     | Tino Parisi             |
| 31 | Montenegro (bandiera)    | A     | Filip Raičević          |
| 33 | Brasile (bandiera)       | D     | Maicon                  |
| 34 | Italia (bandiera)        | C     | Davide Agazzi           |
| 35 | Italia (bandiera)        | D     | Gabriel Santini         |
| 36 | Italia (bandiera)        | D     | Michelangelo Albertazzi |
| 38 | Rep. Ceca (bandiera)     | P     | Lukáš Zima              |
|    | Italia (bandiera)        | A     | Gabriele Gori           |
|    | Italia (bandiera)        | C     | Aniello Salzano         |
|    | Slovenia (bandiera)      | D     | Matija Boben            |

## Calciomercato

### Sessione estiva(dall'1/7 al 18/8)
| Acquisti         | Acquisti                  | Acquisti        | Acquisti                         |
| R.               | Nome                      | da              | Modalità                         |
| ---------------- | ------------------------- | --------------- | -------------------------------- |
| P                | Lukáš Zima                | Genoa           | prestito con diritto di riscatto |
| D                | Luka Bogdan               | Catania         | definitivo                       |
| D                | Dario Dainelli            | Chievo          | svincolato                       |
| D                | Matteo Di Gennaro         | Renate          | definitivo (150 mila €)          |
| D                | Dennis Iachipino          | Siena           | definitivo                       |
| D                | Tino Parisi               | Siracusa        | definitivo                       |
| D                | Andrew Delly Marie Sainte | Pescara         | definitivo                       |
| C                | Davide Agazzi             | Atalanta        | prestito con diritto di riscatto |
| C                | Alessandro Diamanti       | Perugia         | svincolato                       |
| C                | Nicolò Fazzi              | Atalanta        | prestito secco                   |
| C                | Antonio Porcino           | Catania         | definitivo                       |
| C                | Michele Rocca             | Sampdoria       | prestito biennale                |
| C                | Brem Soumaoro             | Go Ahead Eagles | svincolato                       |
| A                | Niccolò Giannetti         | Cagliari        | prestito con diritto di riscatto |
| A                | Libor Kozák               | Bari            | svincolato                       |
| A                | Filip Raičević            | svincolato      | svincolato                       |
| Altre operazioni |                           |                 |                                  |
| R.               | Nome                      | da              | Modalità                         |
| D                | Maicon                    | Boavista        | fine prestito                    |
| C                | Filippo Bardini           | Como            | fine prestito                    |
| A                | Giulio Camarlinghi        | Latina          | fine prestito                    |
| A                | Simone Dell'Agnello       | Cuneo           | fine prestito                    |
| A                | Yanik Frick               | Pro Piacenza    | fine prestito                    |

| Cessioni         | Cessioni            | Cessioni   | Cessioni      |
| R.               | Nome                | a          | Modalità      |
| ---------------- | ------------------- | ---------- | ------------- |
| P                | Guido Pulidori      | Catania    | prestito      |
| D                | Nicola Sambo        |            | svincolato    |
| D                | Martino Borghese    |            | svincolato    |
| D                | Nicolas Bresciani   | Ravenna    | prestito      |
| D                | Michele Franco      |            | svincolato    |
| D                | Gabriele Perico     |            | svincolato    |
| C                | Manuel Giandonato   |            | svincolato    |
| C                | Elvis Kabashi       |            | svincolato    |
| A                | Daniele Vantaggiato | Ternana    | svincolato    |
| Altre operazioni |                     |            |               |
| R.               | Nome                | da         | Modalità      |
| D                | Roberto Pirrello    | Palermo    | fine prestito |
| C                | Denis Baumgartner   | Sampdoria  | fine prestito |
| A                | Abdou Doumbia       | Lecce      | fine prestito |
| A                | Jacopo Manconi      | Novara     | fine prestito |
| A                | Mattia Montini      | Bari       | fine prestito |
| A                | Joshua Perez        | Fiorentina | fine prestito |

### Operazioni tra le due sessioni
| Acquisti | Acquisti | Acquisti | Acquisti |
| R.       | Nome     | da       | Modalità |
| -------- | -------- | -------- | -------- |

| Cessioni | Cessioni            | Cessioni | Cessioni   |
| R.       | Nome                | a        | Modalità   |
| -------- | ------------------- | -------- | ---------- |
| C        | Vladislav Zhikov    |          | svincolato |
| A        | Yanik Frick         |          | svincolato |
| A        | Simone Dell'Agnello | Como     | definitivo |
| A        | Giulio Camarlinghi  | Como     | prestito   |

### Sessione invernale(dal 1/01 al 31/01)
| Acquisti | Acquisti        | Acquisti   | Acquisti |
| R.       | Nome            | da         | Modalità |
| -------- | --------------- | ---------- | -------- |
| C        | Tomasz Kupisz   | Ascoli     | prestito |
| D        | Matija Boben    | Rostov     | prestito |
| D        | Fabio Eguelfi   | Atalanta   | prestito |
| C        | Aniello Salzano | Ternana    | prestito |
| A        | Gabriele Gori   | Fiorentina | prestito |
| P        | Luca Crosta     | Cagliari   | prestito |

| Cessioni | Cessioni          | Cessioni      | Cessioni   |
| R.       | Nome              | a             | Modalità   |
| -------- | ----------------- | ------------- | ---------- |
| C        | Pasquale Maiorino | Feralpisalò   | prestito   |
| D        | Gabriel Santini   | Sangiovannese | prestito   |
| C        | Tino Parisi       | Siracusa      | prestito   |
| D        | Ivan Pedrelli     | Siena         | definitivo |
| C        | Filippo Gemmi     | Olbia         | prestito   |
| P        | Thomas Romboli    | Olbia         | prestito   |
| D        | Maicon            |               | svincolato |
| C        | Alessandro Bruno  |               | svincolato |
| A        | Libor Kozák       |               | svincolato |

## Risultati

### Campionato di Serie B

#### Girone di andata
| 26 agosto 2018 1ª giornata |  | – Turno di riposo Livorno |  |  |

| Arbitro: | Maggioni (Lecco) |

|                              |           |             |
| Cocco 49’ (rig.), 61’ (rig.) | Marcatori | 68’ Porcino |

| Arbitro: | Piccinini (Forlì) |

|  |           |          |
|  | Marcatori | 68’ Simy |

| Arbitro: | Ros (Pordenone) |

|            |           |               |
| Tutino 35’ | Marcatori | 84’ Giannetti |

| Arbitro: | Guccini (Albano Laziale) |

|  |           |                                |
|  | Marcatori | 15’ La Mantia 47’, 58’ Palombi |

| Arbitro: | Piscopo (Imperia) |

|           |           |                     |
| Citro 57’ | Marcatori | 22’ (rig.) Diamanti |

| Arbitro: | Fourneau (Roma) |

|                |           |                                     |
| Giannetti 19'’ | Marcatori | 5’ Crimi 11’ Okereke 25’ Bartolomei |

| Arbitro: | Nasca (Bari) |

|                 |           |  |
| Coda 60’ (rig.) | Marcatori |  |

| Arbitro: | Dionisi (L'Aquila) |

|              |           |  |
| Raicevic 42’ | Marcatori |  |

| Arbitro: | Rapuano (Rimini) |

|                            |           |                   |
| Bocalon 30’ 87’ Pucino 61’ | Marcatori | 75’ M. Di Gennaro |

| Arbitro: | Abbattista (Molfetta) |

|                          |           |                                          |
| Diamanti 32’, 40’ (rig.) | Marcatori | 13’ Melchiorri 53’ Verre 75’ (rig.) Vido |

| Arbitro: | Di Martino (Teramo) |

|                  |           |  |
| A. Brighenti 31’ | Marcatori |  |

| Livorno 24 novembre 2018, ore 15:00 CET 13ª giornata | Livorno          | 0 – 0 referto | Cittadella | Stadio Armando Picchi (4 986 spett.)\| Arbitro: \| Baroni (Firenze) \| |
| Arbitro:                                             | Baroni (Firenze) |               |            |                                                                        |

| Arbitro: | Minelli (Varese) |

|                      |           |  |
| Torregrossa 35’, 57’ | Marcatori |  |

| Arbitro: | Sacchi (Macerata) |

|                               |           |              |
| Diamanti 5’, 50’ A. Bruno 75’ | Marcatori | 33’ Loiacono |

| Arbitro: | Marini (Roma) |

|           |           |              |
| Moreo 14’ | Marcatori | 25’ Raicevic |

| Livorno 23 dicembre 2018 17ª giornata | Livorno        | 0 – 0 referto | Verona | Stadio Armando Picchi\| Arbitro: \| Serra (Torino) \| |
| Arbitro:                              | Serra (Torino) |               |        |                                                       |

| Arbitro: | Piccinini (Forlì) |

|             |           |                                              |
| Di Noia 24’ | Marcatori | 10’ Pedrelli 54’ Murilo 83’, 90+5’ Giannetti |

| Arbitro: | Di Paolo (Avezzano) |

|                     |           |                |
| Diamanti 76’ (rig.) | Marcatori | 45+2’ Clemenza |

#### Girone di ritorno
| 20 gennaio 2019 20ª giornata |  | – Turno di riposo Livorno |  |  |

| Livorno 27 gennaio 2019, ore 15,00 CET 21ª giornata | Livorno           | 0 – 0 referto | Pescara | Stadio Armando Picchi (5 277 spett.)\| Arbitro: \| Piscopo (Imperia) \| |
| Arbitro:                                            | Piscopo (Imperia) |               |         |                                                                         |

| Arbitro: | Fourneau (Roma) |

|          |           |                  |
| Simy 30’ | Marcatori | 6’ (aut.) Spolli |

| Arbitro: | Marini (Roma) |

|                                    |           |  |
| Giannetti 48’ Salzano 90+2’ (rig.) | Marcatori |  |

| Arbitro: | Massimi (Termoli) |

|                                   |           |                         |
| La Mantia 61’, 90+2’ Arrigoni 79’ | Marcatori | 31’ Bogdan 37’ Diamanti |

| Arbitro: | Ghersini (Genova) |

|                |           |  |
| Raičević 90+2’ | Marcatori |  |

| La Spezia 27 febbraio 2019 26ª giornata | Spezia            | 3 – 0 | Livorno | Stadio Alberto Picco\| Arbitro: \| Piccinini (Forlì) \| |
| Arbitro:                                | Piccinini (Forlì) |       |         |                                                         |

| Arbitro: | Minelli (Varese) |

|                           |           |  |
| Diamanti 19’ Gonnelli 37’ | Marcatori |  |

| Arbitro: | Serra (Torino) |

|             |           |                     |
| Beretta 16’ | Marcatori | 23’ (rig.) Diamanti |

| Arbitro: | Di Paolo (Avezzano) |

|           |           |  |
| Rocca 23’ | Marcatori |  |

| Arbitro: | Maggioni (Lecco) |

|                                   |           |                    |
| Verre 38’, 62’ (rig.) Carraro 49’ | Marcatori | 65’ (rig.) G. Gori |

| Arbitro: | Illuzzi (Molfetta) |

|          |           |                                |
| Luci 77’ | Marcatori | 24’ Castrovilli 52’, 90’ Croce |

| Arbitro: | Marini (Roma) |

|                                                   |           |  |
| Finotto 38’ Schenetti 56’ Moncini 57’, 78’ (rig.) | Marcatori |  |

| Arbitro: | Marinelli (Tivoli) |

|  |           |                  |
|  | Marcatori | 89’ S. Romagnoli |

| Arbitro: | Fourneau (Roma) |

|                                   |           |                  |
| M. Di Gennaro 6’ (aut.) Kragl 39’ | Marcatori | 68’, 75’ G. Gori |

| Arbitro: | Di Paolo (Avezzano) |

|                           |           |                                       |
| Diamanti 73’ Raicevic 82’ | Marcatori | 41’ (rig.) Nestorovski 89’ Trajkovski |

| Arbitro: | Aureliano (Bologna) |

|                             |           |                                       |
| Dawidowicz 45+2’ Laribi 71’ | Marcatori | 25’ giannetti 42’ Raicevic 51’ Murilo |

| Arbitro: | Abbattista (Molfetta) |

|               |           |  |
| Giannetti 58’ | Marcatori |  |

| Arbitro: | Rapuano (Rimini) |

|              |           |               |
| Mazzocco 66’ | Marcatori | 32’ Giannetti |

### Coppa Italia
| Arbitro: | Guccini (Albano Laziale) |

|                                                                 |                      |                                                                 |
| Giannetti 86’                                                   | Marcatori            | 88’ (rig.) De Vena                                              |
| Maiorino Giannetti Valiani Kozák Rocca Albertazzi Parisi Murilo | Tiri di rigore 7 – 6 | De Marco De Vena Romano Santoro Pinna Rainone Lorenzini Ferrara |

| Arbitro: | Rocchi (Firenze) |

|  |           |            |
|  | Marcatori | 62’ Rohdén |

## Statistiche

### Statistiche di squadra
| Competizione | Punti/Turno   | In casa | In casa | In casa | In casa | In casa | In casa | In trasferta | In trasferta | In trasferta | In trasferta | In trasferta | In trasferta | Totale | Totale | Totale | Totale | Totale | Totale |     |
| Competizione | Punti/Turno   | G       | V       | N       | P       | Gf      | Gs      | G            | V            | N            | P            | Gf           | Gs           | G      | V      | N      | P      | Gf     | Gs     | DR  |
| ------------ | ------------- | ------- | ------- | ------- | ------- | ------- | ------- | ------------ | ------------ | ------------ | ------------ | ------------ | ------------ | ------ | ------ | ------ | ------ | ------ | ------ | --- |
| Serie B      | 39            | 18      | 7       | 5       | 6       | 18      | 18      | 18           | 2            | 7            | 9            | 20           | 33           | 36     | 9      | 12     | 15     | 38     | 51     | -13 |
| Coppa Italia | Secondo turno | 2       | 1       | 0       | 1       | 1       | 2       | 0            | 0            | 0            | 0            | 0            | 0            | 2      | 1      | 0      | 1      | 1      | 2      | -1  |
| Totale       | 39            | 20      | 8       | 5       | 7       | 19      | 20      | 18           | 2            | 7            | 9            | 20           | 22           | 38     | 10     | 12     | 16     | 39     | 53     | -14 |

### Andamento in campionato
| Giornata  | 1 | 2  | 3  | 4 | 5 | 6 | 7 | 8 | 9 | 10 | 11 | 12 | 13 | 14 | 15 | 16 | 17 | 18 | 19 | 20 | 21 | 22 | 23 | 24 | 25 | 26 | 27 | 28 | 29 | 30 | 31 | 32 | 33 | 34 | 35 | 36 | 37 | 38 |
| --------- | - | -- | -- | - | - | - | - | - | - | -- | -- | -- | -- | -- | -- | -- | -- | -- | -- | -- | -- | -- | -- | -- | -- | -- | -- | -- | -- | -- | -- | -- | -- | -- | -- | -- | -- | -- |
| Luogo     | R | T  | C  | T | C | T | C | T | C | T  | C  | T  | C  | T  | C  | T  | C  | T  | C  | R  | C  | T  | C  | T  | C  | T  | C  | T  | C  | T  | C  | T  | C  | T  | C  | T  | C  | T  |
| Risultato | R | P  | P  | N | P | N | P | P | V | P  | P  | P  | N  | P  | V  | N  | N  | V  | N  | R  |    |    |    |    |    |    |    |    |    |    |    |    |    |    |    |    |    |    |
| Posizione | R | 16 | 17 |   |   |   |   |   |   |    |    |    |    |    |    |    |    |    | 16 |    |    |    |    |    |    |    |    |    |    |    |    |    |    |    |    |    |    |    |

Fonte:  Serie B – Classifiche, su sport.sky.it, Sky Sport. URL consultato il 6 novembre 2018 (archiviato dall'url originale l'11 settembre 2014).
Legenda:

Luogo: C = Casa; T = Trasferta. Risultato: V = Vittoria; N = Pareggio; P = Sconfitta.

### Statistiche dei giocatori
| Giocatore       | Serie B  | Serie B | Serie B     | Serie B    | Coppa Italia | Coppa Italia | Coppa Italia | Coppa Italia | Totale   | Totale | Totale      | Totale     |
| Giocatore       | Presenze | Reti    | Ammonizioni | Espulsioni | Presenze     | Reti         | Ammonizioni  | Espulsioni   | Presenze | Reti   | Ammonizioni | Espulsioni |
| --------------- | -------- | ------- | ----------- | ---------- | ------------ | ------------ | ------------ | ------------ | -------- | ------ | ----------- | ---------- |
| D. Agazzi       | 1        | 0       | 0           | 0          | 0            | 0            | 0            | 0            | 1        | 0      | 0           | 0          |
| M. Albertazzi   | 1        | 0       | 0           | 0          | 2            | 1            | 0            | 0            | 3        | 1      | 0           | 0          |
| A. Bruno        | 0        | 0       | 0           | 0          | 0            | 0            | 0            | 0            | 0        | 0      | 0           | 0          |
| L. Bogdan       | 0        | 0       | 0           | 0          | 0            | 0            | 0            | 0            | 0        | 0      | 0           | 0          |
| D. Dainelli     | 2        | 0       | 1           | 0          | 1            | 0            | 0            | 0            | 3        | 0      | 1           | 0          |
| S. Dell'Agnello | 0        | 0       | 0           | 0          | 0            | 0            | 0            | 0            | 0        | 0      | 0           | 0          |
| A. Diamanti     | 2        | 0       | 1           | 0          | 1            | 0            | 0            | 0            | 3        | 0      | 1           | 0          |
| M. Di Gennaro   | 2        | 0       | 1           | 0          | 2            | 0            | 0            | 0            | 4        | 0      | 1           | 0          |
| N. Fazzi        | 1        | 0       | 0           | 0          | 0            | 0            | 0            | 0            | 1        | 0      | 0           | 0          |
| Y. Frick        | 0        | 0       | 0           | 0          | 0            | 0            | 0            | 0            | 0        | 0      | 0           | 0          |
| A. Gasbarro     | 0        | 0       | 0           | 0          | 0            | 0            | 0            | 0            | 0        | 0      | 0           | 0          |
| F. Gemmi        | 0        | 0       | 0           | 0          | 0            | 0            | 0            | 0            | 0        | 0      | 0           | 0          |
| N. Giannetti    | 2        | 0       | 0           | 0          | 2            | 2            | 1            | 0            | 4        | 2      | 1           | 0          |
| L. Gonnelli     | 1        | 0       | 0           | 0          | 0            | 0            | 0            | 0            | 1        | 0      | 0           | 0          |
| D. Iapichino    | 1        | 0       | 0           | 0          | 2            | 0            | 0            | 0            | 3        | 0      | 0           | 0          |
| L. Kozák        | 2        | 0       | 0           | 0          | 2            | 1            | 0            | 0            | 4        | 1      | 0           | 0          |
| A. Luci         | 2        | 0       | 0           | 0          | 2            | 0            | 1            | 0            | 4        | 0      | 1           | 0          |
| Maicon          | 1        | 0       | 0           | 0          | 0            | 0            | 0            | 0            | 1        | 0      | 0           | 0          |
| P. Maiorino     | 0        | 0       | 0           | 0          | 1            | 1            | 0            | 0            | 1        | 1      | 0           | 0          |
| A. Marie Sainte | 0        | 0       | 0           | 0          | 0            | 0            | 0            | 0            | 0        | 0      | 0           | 0          |
| L. Mazzoni      | 2        | 0       | 0           | 0          | 2            | 0            | 0            | 0            | 4        | 0      | 0           | 0          |
| G. Morelli      | 0        | 0       | 0           | 0          | 1            | 0            | 0            | 0            | 1        | 0      | 0           | 0          |
| M. Murilo       | 2        | 0       | 0           | 0          | 2            | 1            | 0            | 0            | 4        | 1      | 0           | 0          |
| T. Parisi       | 0        | 0       | 0           | 0          | 2            | 1            | 0            | 0            | 2        | 1      | 0           | 0          |
| I. Pedrelli     | 0        | 0       | 0           | 0          | 0            | 0            | 0            | 0            | 0        | 0      | 0           | 0          |
| A. Porcino      | 1        | 1       | 0           | 0          | 2            | 0            | 0            | 0            | 3        | 1      | 0           | 0          |
| F. Raičević     | 2        | 0       | 0           | 0          | 0            | 0            | 0            | 0            | 2        | 0      | 0           | 0          |
| M. Rocca        | 1        | 0       | 0           | 0          | 2            | 1            | 0            | 0            | 3        | 1      | 0           | 0          |
| T. Romboli      | 0        | 0       | 0           | 0          | 0            | 0            | 0            | 0            | 0        | 0      | 0           | 0          |
| G. Santini      | 0        | 0       | 0           | 0          | 0            | 0            | 0            | 0            | 0        | 0      | 0           | 0          |
| B. Soumaoro     | 0        | 0       | 0           | 0          | 1            | 0            | 0            | 0            | 1        | 0      | 0           | 0          |
| F. Valiani      | 2        | 0       | 0           | 0          | 2            | 0            | 1            | 0            | 4        | 0      | 1           | 0          |
| V. Zhikov       | 0        | 0       | 0           | 0          | 0            | 0            | 0            | 0            | 0        | 0      | 0           | 0          |
| L. Zima         | 0        | 0       | 0           | 0          | 0            | 0            | 0            | 0            | 0        | 0      | 0           | 0          |